# 区域互联网注册管理机构
区域互联网注册机构（Regional Internet Registry），是管理世界上某特定地区Internet资源的组织。Internet资源包括IP地址（包含IPv4和IPv6）和使用在BGP路由中的自治系统号（Autonomous System number）。
现在世界上有五个正在运作的区域互联网注册管理机构：

区域互联网注册机构的划分

- 美洲互联网号码注册管理机构（American Registry for Internet Numbers）[1]管理北美、南极洲和部分加勒比地区事务
- 欧洲IP网络资源协调中心（RIPE Network Coordination Centre）[2]管理欧洲、中东和中亚地区事务
- 亚太网络信息中心（Asia-Pacific Network Information Centre）[3]管理亚洲和太平洋地区事务
- 拉丁美洲及加勒比地区互联网地址注册管理机构（Latin American and Caribbean Internet Address Registry）[4]管理拉丁美洲和部分加勒比地区事务
- 非洲网络信息中心（African Network Information Centre）[5]管理非洲事务

## 建立RIR的原因
每个连接到符合IP协议网络的设备都需要一个IP地址。IP地址和自治系统号是有限的资源。这意味着它们终有一天会消耗完。这就需要一个有效率和中立的管理机构来管理这些资源以确保能公平地分配IP地址和自治系统号，从而防止资源的囤积。

## 区域互联网注册管理机构和IANA之间的关系
互联网地址分配机构（IANA）将网络资源委任区域互联网注册管理机构管理，然后相对的，为了未来能进一步地再委任ISP和最终用户的资源，区域互联网注册管理机构遵循着他们的区域政策。总体上来说，区域互联网注册管理机构和号码资源组织（NRO）组成了一个整体，以代表他们的利益，并采取联合行动，协调它们在全球范围内的活动。NRO与ICANN签订协议创立地址支持组织（Address Supporting Organisation），从而在ICANN的框架内开展协调全球IP寻址的政策。